# Tenggeli'elisi
Tenggeli'elisi (kinesiska: 腾格里额里斯, 腾格里额里斯苏木) är en socken i Kina. Den ligger i den autonoma regionen Inre Mongoliet, i den norra delen av landet, omkring 680 kilometer sydväst om regionhuvudstaden Hohhot.
Genomsnittlig årsnederbörd är 262 millimeter. Den regnigaste månaden är juli, med i genomsnitt 60 mm nederbörd, och den torraste är december, med 1 mm nederbörd.